# 格魯伯河
53°53′43″N 11°27′36″E / 53.8953776°N 11.4601028°E

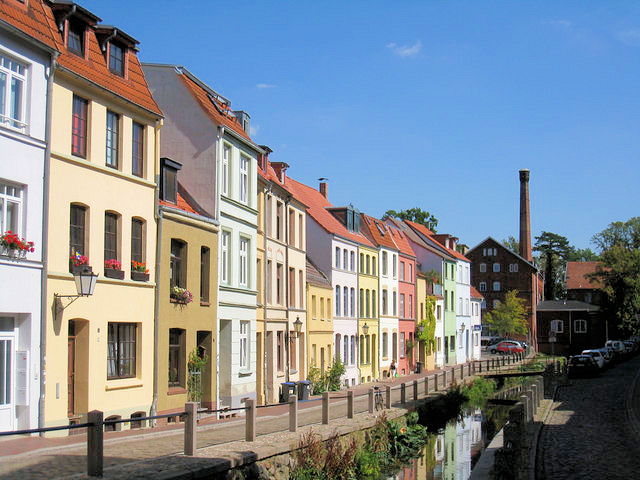
格魯伯河

格魯伯河（德語：Grube），是德國的河流，位於該國東北部，由梅克倫堡-前波美拉尼亞州負責管轄，河道全長2公里，最終注入維斯馬的舊港口。

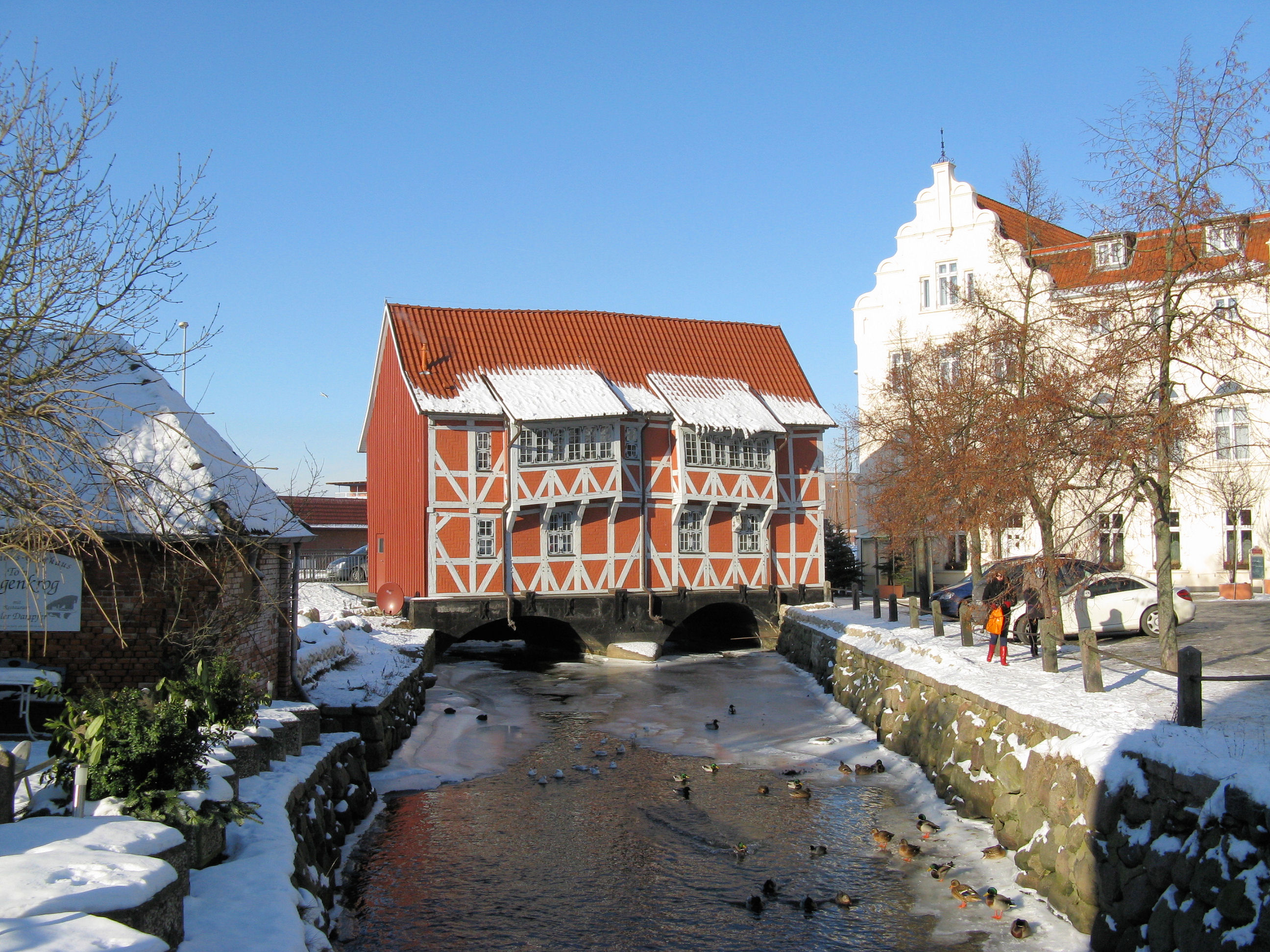
冬季雪景